# Galal Yafai
Galal Yafai (in arabo جلال يافعي‎?; Birmingham, 11 dicembre 1992) è un pugile britannico.

## Biografia
Nato a Birmingham all'interno di una famiglia di origini yemenite, è fratello minore di Kal e Gamal, anch'essi pugili.

## Carriera
Rappresenta la Gran Bretagna nel torneo dei moscaleggeri dei Giochi olimpici di Rio de Janeiro 2016, dove non va oltre gli ottavi di finale dovendosi arrendere per 1-2 contro il cubano Joahnys Argilagos in un incontro serrato.
Nell'estate del 2021 partecipa alla sua seconda Olimpiade, i Giochi di Tokyo 2020, dove si laurea campione nei mosca superando in finale il filippino Carlo Paalam per 4-1. Si tratta del primo oro di un britannico nei pesi mosca sin dal successo di Terry Spinks a Melbourne 1956.

### Principali incontri disputati
Statistiche aggiornate al 7 agosto 2021.
| Evento         | Edizione            | Categoria            | Sedicesimi                      | Ottavi                         | Quarti                        | Semifinale                    | Finale                    | Pos. | Note |
| -------------- | ------------------- | -------------------- | ------------------------------- | ------------------------------ | ----------------------------- | ----------------------------- | ------------------------- | ---- | ---- |
| Olimpiadi      | Rio de Janeiro 2016 | Moscaleggeri (49 kg) | Simplice Fotsala ( CMR) V 3-0   | Joahnys Argilagos ( CUB) P 1-2 | non qualificato               | non qualificato               | non qualificato           | –    |      |
| Giochi europei | Minsk 2019          | Mosca (52 kg)        | N.D.                            | Martin Virbán ( HUN) V 5-0     | Dmytro Zamotayev ( UKR) V 5-0 | Daniel Asenov ( BUL) P 2-3    | non qualificato           |      |      |
| Olimpiadi      | Tokyo 2020          | Mosca (52 kg)        | Koryun Soghomonyan ( ARM) V RSC | Patrick Chinyemba ( ZAM) V 3-2 | Yosvany Veitía ( CUB) V 4-1   | Saken Bibossinov ( KAZ) V 3-2 | Carlo Paalam ( PHL) V 4-1 |      |      |